# Hyphydrus orientalis
Hyphydrus orientalis är en skalbaggsart som beskrevs av Clark 1863. Hyphydrus orientalis ingår i släktet Hyphydrus och familjen dykare. Inga underarter finns listade i Catalogue of Life.